# Diospyros compacta
Diospyros compacta är en tvåhjärtbladig växtart som först beskrevs av Robert Brown, och fick sitt nu gällande namn av Kosterm. Diospyros compacta ingår i släktet Diospyros och familjen Ebenaceae.